# Recanati
Recanati es un municipio italiano ubicado en la provincia de Macerata en la región de Marcas.
Es la ciudad natal del poeta Giacomo Leopardi y sede del Centro Mundial de la Poesía.
En Recanati sigue viviendo la familia Leopardi, y algunas de sus calles y plazas llevan el nombre de los poemas más famosos del autor. Otros habitantes de Recanati son el cantante lírico Beniamino Gigli y el motociclista Franco Uncini, que fue campeón del mundo en la categoría de 500 cc en 1982, con una moto Suzuki. Es también localidad de origen de los ancestros paternos del jugador de fútbol argentino Lionel Messi, así como los ancentros maternos del sociólogo y escritor argentino Horacio González.
Desde 2002 está hermanada con la ciudad española de Pozuelo de Alarcón en la Comunidad de Madrid.

## Evolución demográfica
| Gráfica de evolución demográfica de Recanati entre 1861 y 2001 |
|                                                                |
| Fuente ISTAT - elaboración gráfica de Wikipedia                |